# Abibas
Abibas (auch Abibon und Abibos) gilt seit der Spätantike als zweiter Sohn des jüdischen Patriarchen Gamaliel I. aus dem 1. Jahrhundert. Wie sein Vater soll er zum Christentum übergetreten sein. Seine historische Existenz ist zweifelhaft.
Erstmals begegnet ein Sohn des Gamaliel namens Abibas in dem Brief eines Presbyters Lucianus im 5. Jahrhundert während der Regierungszeit des Kaisers Honorius. In dem Brief beschreibt Lucianus, wie ihm Gamaliel in mehreren Träumen den Ort der Begräbnisstätte des heiligen Stephanus geoffenbart habe und wo laut Gamaliel zudem die Grabstätten des heiligen Nikodemus, seiner selbst und die seines Sohnes Abibas zu finden seien. Sie sollen nahe Kaphar Gamala gelegen haben, wo Lucianus Presbyter war. Kaphar Gamala – eigentlich „Haus der Kamele“ – setzte Lucianus mit „Landgut Gamaliels“ gleich. Nach längerer Suche und schließlicher Auffindung im heutigen Bet Dschemal wurden die Reliquien am 26. Dezember 415 nach Jerusalem überführt.
Der Brief des Lucianus ist in zahlreichen Rezensionen vorhanden, liegt in griechischer, armenischer, syrischer und lateinischer Fassung vor und ist unter dem Namen revelatio Sancti Stephani bekannt. Die weit verbreitete lateinische Übersetzung entstand unmittelbar im Anschluss an die Ereignisse durch Avitus von Bracara, der Lucianus zu seinem griechischen Bericht angeregt hatte. Mit einem Vorwort des Orosius versehen, schickte er den Brief direkt an seine Gemeinde im spanischen Bracara Augusta. Von der Auffindung der Reliquien berichten auch Augustinus in seinem Werk De civitate Dei. und Gennadius von Marseille.
Bei dieser Erzählung, die auch Theophanes in seiner Chronographia aufgenommen hat, wird eine Taufe des Gamaliel und seines Sohnes vorausgesetzt, überliefert wird sie aber erst bei Photios im 9. Jahrhundert.
Abibas wird als Heiliger verehrt. Sein Gedenktag ist in der katholischen Kirche der 3. August als Tag der Auffindung der Gebeine, in der orthodoxen Kirche der 2. Dezember aus Anlass der Überführung nach Jerusalem.